# زیردریایی آی-۱۵ (۱۹۳۹)
زیردریایی آی-۱۵ (۱۹۳۹) (به انگلیسی: Japanese submarine I-15 (1939)) یک زیردریایی بود که طول آن ۳۵۶٫۵ فوت (۱۰۸٫۷ متر) بود. این زیردریایی در سال ۱۹۳۹ ساخته شد.